# Gibberella xylarioides
Gibberella xylarioides är en svampart som beskrevs av R. Heim & Saccas 1950. Gibberella xylarioides ingår i släktet Gibberella och familjen Nectriaceae.   Inga underarter finns listade i Catalogue of Life.